# Apocalipsis (banda)
Apocalipsis fue una banda de heavy metal argentina, fundada en el año de 1984 en la ciudad de Grand Bourg, Argentina. Esta banda es el antecedente directo de la banda Tren Loco, varias de sus canciones forman parte del repertorio actual de esta última. Se disuelven en 1989, después de tres trabajos de estudios.

## Historia
Gustavo Zavala y el "Turco" Atala se unen a Horacio Giménez Aguer en voz, y Jorge Quiroga en batería. En 1985 ingresaría José Luis "Pelado" Dischiavo —ex Uranio 238 (1987)— en reemplazo de Quiroga.
En 1985 el grupo musical grabaría el primer demo de su carrera. En marzo de 1986, ganarían un certamen de bandas con amplia repercusión en revistas argentinas, como Metal, Riff Raff y Pelo. Por aquel entonces, tendrían presentaciones en reductos porteños como Paladium y Halley Discoteque, compartiendo fechas junto a bandas como Riff (1980), Púrpura (1982), La Torre (1980), Dhak (1981) y Kamikaze (1985).

En 1987 ingresan Carlos Cabral en voz y Alex Figueroa en segunda guitarra.
En 1988 volverían a una formación de 4 integrantes, con Cabral, Zavala, Dischiavo y Atala; y editarían de manera independiente el tercer demo de la banda.
En el 2005, Zavala volvería a reunir a los integrantes originales del grupo y publican Endemoniado, un álbum recopilatorio de los tres demos de la banda, bajo el sello Yugular Records (ARG).

## Discografía

### Demos
- 1985 - Endemoniado
- 1987 - Calles de Buenos Aires
- 1988 - Apocalipsis

### Álbumes recopilatorios
- 2005 - Endemoniado